# شاورية (نبات)
الشاورية (الاسم العلمي: Schaueria) هي جنس من النباتات يتبع الفصيلة الأقنتية من رتبة الشفويات. وصف هذا النبات علمياً لأول مرة كريستيان نيس سنة 1838 وسمي تكريماً لعالم النبات الألماني يوهانس شاور.

## أنواع نبات الشاورية
- شاورية أزالية الأزهار (الاسم العلمي:Schaueria azaleiflora)
- شاورية حورية الأوراق (الاسم العلمي:Schaueria populifolia)
- شاورية صغيرة الأزهار (الاسم العلمي:Schaueria parviflora)
- شاورية صوفية السنابل (الاسم العلمي:Schaueria lachnostachya)
- شاورية فيرجينية (الاسم العلمي:Schaueria virginea)
- شاورية وبرية الكأس (الاسم العلمي:Schaueria calicotricha)
- شاورية قنابية الكأس (الاسم العلمي:Schaueria calycobracteata)
- شاورية هامشية (الاسم العلمي:Schaueria marginata)
- شاورية جنجلية الأزهار (الاسم العلمي:Schaueria humuliflora)
- شاورية روؤيسية (الاسم العلمي:Schaueria capitata)
- شاورية كبريتية (الاسم العلمي:Schaueria sulphurea)
- شاورية كبيرة الأوراق (الاسم العلمي:Schaueria macrophylla)
- شاورية كتانية الأوراق (الاسم العلمي:Schaueria linifolia)
- شاورية مضللة (الاسم العلمي:Schaueria decipiens)
- شاورية هلباء (الاسم العلمي:Schaueria hirsuta)
- (الاسم العلمي:Schaueria flavicoma)
- (الاسم العلمي:Schaueria gongostachya)
- (الاسم العلمي:Schaueria gonyostachya)
- (الاسم العلمي:Schaueria lophura)
- (الاسم العلمي:Schaueria malifolia)
- (الاسم العلمي:Schaueria maximiliani)
- (الاسم العلمي:Schaueria schottii)